# Martiago
Martiago és un municipi de la província de Salamanca a la comunitat autònoma de Castella i Lleó. Limita al Nord amb Pastores, al Nord-est amb Zamarra, a l'Est amb Agallas, al Sud amb Robledillo de Gata i a l'Oest amb El Sahugo i Herguijuela de Ciudad Rodrigo.

## Demografia
| 1991 | 1996 | 2001 | 2004 |
| ---- | ---- | ---- | ---- |
| 514  | 412  | 369  | 367  |